# Jūjirō
Jūjirō (noto anche con il titolo Incrocio) è un film del 1928, diretto da Teinosuke Kinugasa.

## Trama
Rikiya frequenta la vita notturna, eccitante e pericolosa, di una cittadina. Egli è innamorato di una geisha particolarmente ridanciana. Un rivale di Rikiya, una notte, gli getta negli occhi una sostanza in polvere che lo rende cieco; prima di accasciarsi al suolo, egli estrae la sua spada e mena alcuni fendenti verso l'aggressore, ed è convinto di averlo ucciso, mentre in realtà il rivale è vivo e vegeto.
Rikiya torna a fatica presso casa sua, che divide con la sorella Okiku. Un medico particolarmente avido di profitti, interpellato da Okiku, le dice che il malfunzionamento degli occhi del fratello può essere curato, a condizione di avere molto denaro. Dato che Okiku ha bisogno di soldi, la padrona di casa cerca di istradare la ragazza verso la prostituzione. Nello stesso tempo il disgustoso marito della padrona di casa tace ad Okiku il fatto che il fratello non è un omicida, e, fingendo di essere braccato dalle forze dell'ordine, vorrebbe far credere alla ragazza di essere in grado di nascondere Rikiya, purché ella gli fornisca prestazioni sessuali.
Okiku è dubbiosa, ed il padrone di casa attacca la giovane per violentarla. Rikiya, intanto, ha riguadagnato la vista, e si muove al salvataggio della sorella. Ma il suo intervento giunge troppo tardi, perché Okiku, nel frattempo, ha accoltellato a morte, per difendersi, il padrone di casa. I due fratelli fuggono da casa in una notte di diluvio.
Più avanti Rikiya raggiunge la geisha ed il rivale, e, per motivi inspiegabili, cade al suolo esanime mentre la sorella lo cerca disperatamente.

## Produzione
Teinosuke Kinugasa, con la sua casa di produzione Kinugasa Eiga Renmei fondata nel 1926, aveva prodotto Una pagina di follia, opera ambiziosa che tuttavia si rivelò un insuccesso commerciale. Rientrata nell'alveo della Shochiku, che produceva lavori più classici, la Kinugasa Eiga Renmei tenta la fortuna nel 1928 con Jūjirō, opera influenzata dal Kammerspiel tedesco. Terminato il film, Kinugasa parte per un viaggio di due anni in occidente e presenta Jūjirō a Mosca (dove conosce Ėjzenštejn), a Parigi, Berlino, Londra e New York. Si tratta dunque del primo incontro dell'Occidente con il cinema giapponese.
Considerato per lungo tempo perduto, una copia del film è emersa negli archivi del British Film Institute.